# Свети Никола (Октиси)
Вижте пояснителната страница за други значения на Свети Николай.
„Свети Никола“ (на македонска литературна норма: „Свети Никола“, „Свети Николај“) е възрожденска църква в стружкото село Октиси, Република Македония. Църквата е част от Стружкото архиерейско наместничество на Дебърско-Кичевската епархия на Македонската православна църква – Охридска архиепископия.
Църквата е манастирски храм, разположен северно от него, вдясно от пътя за Вевчани. Изградена е на върху Октиската базилика през 1925 година. Има красив мраморен иконостас.
- Помощна сграда в двора
- Църквата от запад
- Апсидата на църквата
- Иконостасът